# La Bamba (Film)
Der Film La Bamba aus dem Jahr 1987 erzählt die Lebensgeschichte des Musikers Ritchie Valens, der mit den Songs Donna und La Bamba große Hits hatte und im Alter von 17 Jahren bei einem Flugzeugabsturz ums Leben kam.

## Handlung
Im Mittelpunkt des Films steht Ritchie Valens’ Aufstieg, seine Liebe zu Donna, der er seinen großen Hit gewidmet hat und seine Konflikte mit seinem alkoholabhängigen Halbbruder Bob, der Ritchies großen Erfolg nur schwer verkraftet.
Gerade, als Ritchies Karriere unaufhaltsam erscheint und er Heiratspläne mit Donna schmiedet, kommt er zusammen mit Buddy Holly und The Big Bopper bei einem Flugzeugabsturz (der im Film nicht gezeigt wird) ums Leben. Seine Familie erfährt die tragische Nachricht aus dem Radio.

## Kritik
Von der Filmkritik wurde La Bamba gut aufgenommen. Laut Rotten Tomatoes waren 82 % der 74 ausgewerteten Kritiken positiv. Der entsprechende Score bei Metacritic liegt bei 68 basierend auf 12  Auswertungen.
St. Vincent erklärt im Mai 2021 in einem Video-Interview, dass sie mit fünf Jahren den Film gesehen und seitdem von der „Magie der Gitarre“ begeistert war und ist.

## Hintergrund
Das Filmteam arbeitete eng mit Ritchie Valens’ Familie zusammen. Einige der Familienmitglieder, wie Ritchies Mutter Connie Valenzuela, übernahmen kleine Rollen im Film. Connie Valenzuela starb nur knapp drei Monate nach der Filmpremiere.
Die Szene, in der Lou Diamond Phillips in das Flugzeug steigt, wurde mehrmals von Ritchie Valens’ echter Schwester (Connie Lemos), welche sich am Set befand und erst 6 Jahre alt war, als Valens starb, unterbrochen. Sie fiel Phillips um den Hals und schrie: „Don’t go, Ritchie! Please don’t get on the plane! Why did you have to die?“ (dt.: „Geh nicht, Ritchie! Bitte geh nicht ins Flugzeug! Warum musstest du sterben?“) Phillips war für sie zu Ritchie geworden, wie sie später selbst den Vorfall bestätigte.

## Filmmusik
Der Soundtrack zum Film war ein großer kommerzieller Erfolg. Der Titelsong La Bamba, der 1958 ein Hit für Ritchie Valens gewesen war, wurde von Los Lobos neu aufgenommen und brachte es in den USA und in Großbritannien bis auf Platz 1.

## Auszeichnungen
- La Bamba war 1988 für den Golden Globe als bestes Drama nominiert.
- Der Film wurde 2017 in das National Film Registry aufgenommen.